# Pimelea glauca
Pimelea glauca är en tibastväxtart som beskrevs av Robert Brown. Pimelea glauca ingår i släktet Pimelea och familjen tibastväxter. Inga underarter finns listade i Catalogue of Life.

## Bildgalleri

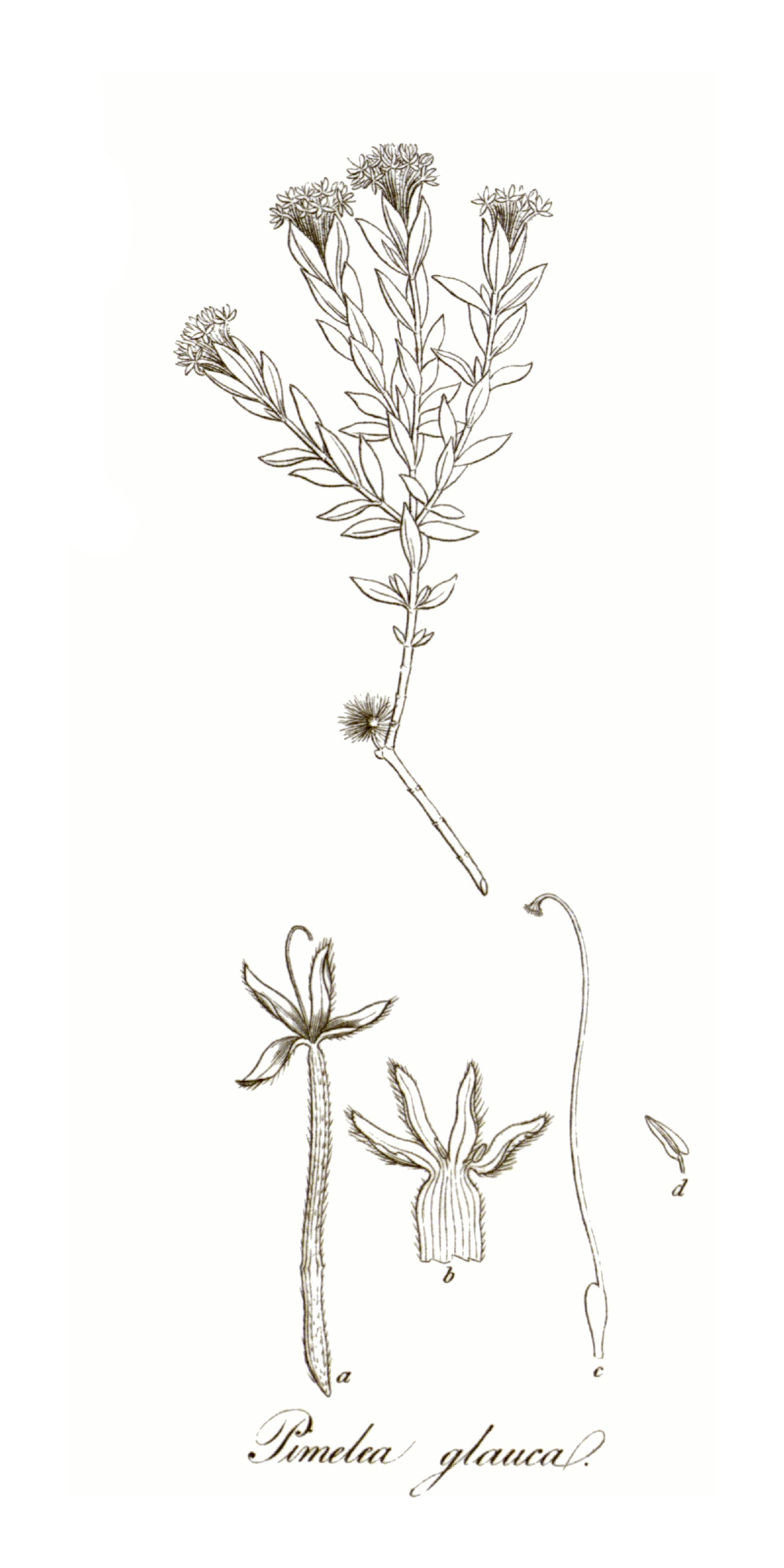